# 立替金
立替金（たてかえきん）は、簿記で従業員、役員、取引先、関係会社等が負担すべき金銭を一時的に立て替えたときに処理する勘定科目。勘定科目5要素では資産に属する。
従業員が負担すべき雇用保険料などの社会保険料、先方負担の仕入諸掛を立替え払いした場合などがある。極めて短期的な金銭の融通であり、通常は利息はつかない。
また、事前に一定額を支払い、精算後に釣りを受け取る場合は仮払金勘定で処理する方が望ましい。 